# Freddy Fazbear's Pizzeria Simulator
 (novembre 2018).
Five Nights at Freddy's: Freddy Fazbear's Pizzeria Simulator souvent abrégé FNaF: FFPS et aussi connu sous le nom de Five Nights at Freddy's 6 ou FNaF 6 est un jeu vidéo créé par Scott Cawthon, de type survival horror avec des aspects de simulation économique. C'est le sixième volet officiel de la franchise Five Nights at Freddy's. Le jeu est sorti le 4 décembre 2017 gratuitement sur Steam et GameJolt.

## Système de jeu
Freddy Fazbear's Pizzeria Simulator commence par un mini-jeu en 8-bit, où le joueur contrôle Freddy Fazbear, le personnage éponyme de la série, et doit distribuer des pizzas à plusieurs enfants. Cette partie du jeu se termine quelque temps après par un "glitch".
Le joueur se retrouve juste après dans une pièce sombre, où il est confronté à un animatronique endommagé qui a une apparence similaire à "Circus Baby" de Five Nights at Freddy's: Sister Location (cette version endommagée est dénommée “Scrap Baby”). Une voix venant d'une cassette indique au protagoniste d'observer l'animatronique et de documenter les réactions de ce dernier face à diverses stimulations audio. Pour ce faire, une liste contenant les options "non", "oui" et "incertain" doit être remplie. Si le joueur sent que l'animatronique est sur le point d'attaquer (ce qui peut être vu en observant si l'animatronique a changé de position lorsque la feuille de résultats est rabaissée), il peut utiliser un taser sur celui-ci. Cependant, l'animatronique perdra de la valeur s'il est électrocuté au taser plus de trois fois, réduisant la quantité d'argent qui pourrait être obtenu à partir de lui. Si le joueur arrive à gérer l'animatronique sans se faire attaquer jusqu'à la fin, il gagnera une certaine somme d'argent. Si le joueur échoue, aucune récompense ne sera obtenue (mais le protagoniste ne mourra pas non plus, l'attaque de l'animatronique n'étant pas fatale). Le joueur a la possibilité d'éviter toute cette partie en refusant de récupérer l'animatronique et en le rejetant là où il a été trouvé. Le joueur devra passer par cette tâche après chacune des quatre premières parties de jour.
Une cinématique mettant en vedette "Tutorial Unit" est montré au joueur, le jeu prenant une tournure de simulation économique, où le joueur achète des décorations pour leur restaurant et les place dans ledit restaurant. L'achat de ces articles peut améliorer l'atmosphère, la santé/sécurité et les normes de divertissement avec la possibilité de donner des recettes supplémentaires. Cependant, une grande partie de ces décorations peuvent également accroître les risques d'infiltration d'animatroniques indésirables dans le restaurant et les risques de poursuites judiciaires. Lors de cette partie de simulation économique, des propositions de partenariat avec d'autres marques peuvent être acceptées pour obtenir de l'argent, mais vont provoquer des distractions potentiellement fatales plus tard dans le jeu. Les jeux d'arcade placés dans le restaurant peut également être utilisés pour jouer à des mini-jeux.
La partie suivante du jeu est plus basée sur l'aspect survival horror. Le joueur, à l'aide d'un ordinateur, doit effectuer des tâches diverses pour entretenir le restaurant. Cependant, des animatroniques hostiles vont essayer d'attaquer le protagoniste au même moment. Ils peuvent être arrêtés en utilisant un système de bruitages pour les éloigner du joueur en les attirant autre part. Si les animatroniques sont très proches de l'emplacement du joueur (et sur le point d'entrer par une des deux ouvertures du système de ventilation), il peut éclairer sa lampe de poche vers la bonne ouverture pour empêcher l'ennemi d'entrer. Le joueur a également à sa disposition un système de détection de mouvement pour suivre les  mouvements des animatroniques. Contrairement aux précédents jeux de la franchise, tous les animatroniques du jeu (Scrap Baby, Molten Freddy, Scraptrap et Lefty) partagent le même comportement, plutôt que d'avoir des mécaniques propres à eux-mêmes.
Les bruits venant de l'ordinateur et du système de ventilation principal empêche les sons venant des animatroniques d'être entendus correctement. Pour remédier à cela, le joueur peut réduire le niveau de bruit: il peut pour ce faire éteindre temporairement l'ordinateur et/ou utiliser un second système de ventilation qui fonctionne plus silencieusement, mais qui n'est pas aussi efficace que le premier. Toute demande de partenariat acceptée dans les phases précédentes provoquera l'apparition aléatoire de publicités, attirant les animatroniques et rendant le joueur incapable de faire quoi que ce soit pendant plusieurs secondes. La journée se termine lorsque toutes les tâches sont effectuées et que le protagoniste se déconnecte de l'ordinateur.
Le jeu se termine après six jours et six nuits. Plusieurs fins différentes sont possibles, en fonction de facteurs tels que le degré d'amélioration apporté à la pizzeria, le nombre de poursuites judiciaires engagées à l'encontre de la pizzeria, et si le joueur a conservé tous les animatroniques ou non.

## Histoire
Le personnage contrôlé par le joueur est un nouveau franchisé de la marque renouvelée Fazbear Entertainment Inc, marque ayant son administration centrale basée dans le Comté de Washington, dans l'Utah. Après avoir fait un investissement initial (une petite salle, des tables, des chaises, et de l'électricité), le protagoniste possède 100$ à dépenser pour faire des aménagements dans son nouveau restaurant. Après la première nuit, il est encouragé à bien se préparer pour son "test ultime": il s'agit d'une grande fête organisée le samedi. La journée terminée, le protagoniste est invité à remplir la liste de contrôle d'entretien pour l'un des quatre animatroniques (répondant au critère en-dessous du paragraphe 4 de son contrat), ou de rejeter l'animatronique dans la ruelle où il a été trouvé. À l'occasion, les animatroniques peuvent déjà s'être infiltrés à l'intérieur de l'établissement, après avoir été cachés dans un objet décoratif acheté par le protagoniste.
Après samedi, si le protagoniste a récupéré tous les animatroniques, l'animatronique Scrap Baby lui racontera qu'ils (les animatroniques) sont ici pour recevoir un cadeau et qu'ils feront ce qu'ils ont été créés pour (c'est-à-dire tuer des enfants), pour pouvoir rendre son père fier d'elle. Un homme surnommé "Cassette Man" interrompt le discours de Scrap Baby, l'appelant Elizabeth et lui disant qu'elle et les autres animatroniques possédés ont été sans le savoir pris au piège dans un labyrinthe (la ventilation) à l'intérieur de la pizzeria. Une cinématique se joue ensuite, montrant que la pizzeria a été brûlée avec les animatroniques à l'intérieur, les images montrant les animatroniques tentant de s'échapper pendant qu'ils sont détruits par le feu. Pendant que le restaurant brûle, Cassette Man (supposément Henry du roman Five Nights at Freddy's: The Silver Eyes) s'adresse au protagoniste, lui expliquant que le restaurant entier n'était qu'une distraction pour attirer les animatroniques dans un piège, et que les âmes piégées à l'intérieur d'eux allaient enfin être libérées, à l'exception d'un: William Afton/Scraptrap, à qui il dit que "l'abysse le plus sombre de l'Enfer s'est ouvert pour t'avaler tout entier, donc ne fais pas attendre le Diable, mon vieil ami". Il dit ensuite au protagoniste qu'il avait prévu une sortie de secours pour lui, mais qu'il a le sentiment qu'il préférait rester ici. Cassette Man parle enfin de sa fille qui hante la Marionnette (impliquée d'être à l'intérieur de Lefty), s'excusant de ne pas avoir pu la sauver, le jour de son décès. Cassette Man coupe brutalement l'enregistrement. Une dernière cinématique est ensuite jouée, indiquant au joueur qu'ils ont terminé la semaine de travail et obtenu le certificat de "Complétion".
Plusieurs fins alternatives peuvent également être réalisées. Si le joueur n'a pas récupéré tous les animatroniques, reçoit trop de poursuites judiciaires ou fait faillite, il sera licencié. Le joueur peut également obtenir une fin où il est considéré comme fou après la découverte de modèles et d'informations secrètes dans son bureau à la suite de l'achat de l'animatronique "Egg Baby". Dans la fin "Insanity", Cassette Man révèle qu'il a involontairement contribué à la construction des animatroniques avec William Afton et que sa fille a été la première victime des meurtres en série d'Afton.
Si le joueur parvient à découvrir les fins secrètes dans les attractions "Fruity Maze", "Midnight Motorist" et "Security Puppet", une photo d'un cimetière apparaîtra à la fin du jeu, ayant six pierres tombales avec les noms de Gabriel, Fritz, Susie et Jeremy sur quatre d'entre eux. Cette fin spéciale donne au joueur un certificat de "Lorekeeper".

## Développement
En juin 2017, Cawthon fait allusion à l'élaboration d'un sixième jeu pour la série FNaF, avec un teaser sur son site scottgames.com , montrant une image qui ressemblait à Circus Baby de Five Nights at Freddy's: Sister Location. Plus tard, il annoncé sa décision d'annuler le jeu et de développer à la place un jeu similaire à FNAF World, plutôt orienté "gestion de pizzeria". Des bandes-annonces pour le nouveau jeu ont fait leur apparition sur le site de Cawthon vers fin 2017. Le 4 décembre 2017, Cawthon sort Freddy Fazbear's Pizzeria Simulator sur Steam en tant que freeware, que les fans ont présumé être le jeu qu'il avait mentionné précédemment,.
En février 2018, Cawthon annonçait sur un post Steam qu'il pense à demander de l'aide de la part de grands éditeurs lors de la réalisation de futurs jeux. Dans une version éditée du même post, il a ajouté qu'il développerait une "nuit customisée ultime" ("ultimate custom night") pour Freddy Fazbear's Pizzeria Simulator, qui, comme il l'a révélé sur son site web, contiendrait 57 animatroniques des jeux de la franchise Five Nights at Freddy's. Cette "nuit customisée ultime" était censée sortir le 29 juin 2018: cependant, dans un article écrit sur Steam le 22 juin, Scott a révélé qu'il allait sortir le jeu plus tôt (comme il avait l'habitude de faire avec ses précédents jeux), le 22 juin, mais comme il avait promis au YouTuber Lewis Dawkins (plus connu sous le surnom de "Dawko") qu'il ne sortirait pas le jeu avant son retour de vacances, il a décidé de le sortir plutôt le 27 juin, le jour où Lewis rentrerait de vacances.

## Accueil
Freddy Fazbear's Pizzeria Simulator a reçu principalement des critiques positives, GameCrate le considérant comme le "meilleur jeu dans le marché du gaming en ce moment", Rock, Paper, Shotgun le définissant comme "flippant comme pas possible". Le "Ball State Daily News" a également donné un avis positif, l'appelant "une évolution intéressante de la formule classique de Five Nights at Freddy's".